# Den russisk-persiske krig (1826-1828)
Den russisk-persiske krig 1826–1828 var den sidste større militære konflikt mellem Det Russiske Kejserrige og Qajar Iran. Krigen blev udkæmpet over territoriale stridigheder over det sydlige Kaukasus og regionen omkring den sydlige del af det Kaspiske Hav.
Krigens baggrund var den russiske ekspansion i regionen og qajarernes modstand imod denne ekspansion i et område, som qajarerne i århundreder havde betragtes som en del af det persiske rige og indflydelsessfære. Den foregående krig var afsluttet med persisk afståelse af store områder, men ellers med en uklar grænsedragning mellem de to riger. 
I krigens første faser havde qajarerne succes, bl.a. hjulpet af lokale opstande mod russiske garnisoner i Talisj, Gandja, Sjirvan, Sjajki og andre områder. Men russiske forstærkninger under den nyudnævnte general Ivan Paskevitj vendte krigen afgørende til Ruslands fordel og erobrede den vigtige by Tabriz i det nordvestlige Iran.
Krigen blev afsluttet med en fredstraktat, Turkmentjajtraktaten, i 1828, hvorved Iran opgav sine sidste territorier i Kaukasus til fordel for Rusland. Herudover afstod qajarerne Jerevan-khanatet og Nakhitjevan-khanatet (stort set svarende til det, der i dag udgør Armenien, den nuværende selvstændige Aserbajdsjanske republik Nakhitjevan og den nuværende tyrkiske provins Iğdır). Traktaten gav også Rusland vetoret over for indsættelsen af nye regenter i Persien. 

## Baggrund
Rusland havde gennem et mere end et århundrede søgt at udbrede sit imperium mod øst og sydøst, herunder i Kaukasus og i områderne syd og øst for det Kaspiske Hav. Perserne havde haft kontrol med Kaukasus siden 1502 og kunne ikke ignorere russiske forsøg på ekspansion i området.  Et af stridspunkterne var det kristne kongedømme Kartli-Kakheti (beliggende i den østlige del af det nuværende Georgien), der i flere år havde været en persisk vasalstat. Kongedømmet havde siden slutningen af 1700-tallet søgt at frigøre sig fra persisk overhøjhed over det kristne kongedømme, og havde søgt beskyttelse hos Rusland. Fath-Ali Shah Qajar (regerede 1797-1834), den anden shah (konge) i Irans nyligt grundlagte Qajar-dynasti, der afløste safaviderne,  havde været i konflikt med Rusland over Kaukasus, siden han overtog tronen i 1797. Iranerne anså Kaukasus for en naturlig del af det persiske rige, og tvisten om Karti-Kakheti og de russiske ekspansionsønsker havde ført til en krig i 1804-1813, der havde ført til en for Iran ydmygende fred ved Gulistantraktaten, hvor Iran måtte afstå store landområder til Rusland og måtte opgive sine krav over det daværende Georgien og Kartli-Kakheti. Rusland havde indgået fredsaftalen i 1813 på et tidspunkt, hvor Napoleonskrigene rasede i Europa, hvilket gav incitament til at få afsluttet konflikten med iranerne, men traktaten satte ikke en stopper for de russiske ekspansionsønsker. Rusland fortsatte sin ekspansion i Kaukasus under det, der i dag betegnes som Kaukasuskrigene, hvor Rusland var i militær konflikt med Osmannerriget og flere af de mindre khanater i området som led i et pres mod området.
Gulistantraktatens bestemmelser om den nærmere grænsedragning mellem Rusland og Qajar-Iran var uklare og overlod det bl.a. til fælles udpegede opmænd at foretage fastlæggelsen af grænsen. Hvis en part anså den anden part for at have krænket traktatens bestemmelser, kunne traktatens principper endog ændres. Disse uklarheder indebar, at de territorielle konflikter fortsat var uløst på trods af den indgåede fredsaftale. Særlig var områderne omkring Sevansøen og Jerevan genstand for gensidige territorialkrav.
Kort efter Persiens nederlag i krigen i 1813 begyndte Storbritannien at udvikle en hemmelig traktat med Qajarerne, Teherantraktaten, der blev indgået den  13. (25.) november 1814. Ifølge traktaten skulle grænserne mellem Rusland og Iran bestemmes med Storbritanniens samtykke og direkte deltagelse, og vilkårene i Gulistantraktaten skulle ændres. Teherantraktaten blev indgået af Storbritannien som en del af Storbritanniens bestræbelser på at modvirke Ruslands øgede indflydelse i Transkaukasien og i Asien og var en del af "The Great Game". Ved traktaten forpligtede Storbritannien sig til at  yde shahen økonomisk bistand på 200.000 tumaner om året og til at hjælpe med tropper og våben i tilfælde af krig.
Teherantraktatens artikel III foreskrev direkte, at "England og Iran nægter at anerkende den grænse, der blev fastlagt ved Gulistan-traktaten", hvilket ledte til, at den iranske ambassadør i Skt. Petersborg, Mirza Shirazi, med støtte fra den britiske ambassadør, i foråret 1815 fremsatte krav om at revidere Gulistan-traktaten. Der pågik herefter forhandlinger mellem russerne og iranerne i nogle år, men disse forhandlinger førte ikke til resultat, og i juli 1818 blev Gulistan-traktatens tekst offentliggjort uden ændringer i forhold til den oprindelige tekst. Rusland anerkendte i 1819 Abbas Mirza som legal arving til den persiske trone. 

## Optræk til krig
De diplomatiske forhandlinger om grænsedragningen fortsatte efter offentliggørelsen af Gulistantraktaten. Den iranske ledelse ønskede at få det nordlige Talish og Karabakh, og tilbød til gengæld Rusland at besætte regionen nær byen Meghri, på trods af, at det nordlige Talish og halvdelen af Meghri-regionen tilhørte Rusland ifølge traktaten af 1813. Traktatens tekst (artikel II) var imidlertid forskellig på russisk og farsi: I den iranske version var der ingen omtale af Kapanak-chai-floden, der afgrænsede Meghri-regionen, hvilket skyldes, at iranske forhandlere brugte kort udarbejdet af britiske topografer, som bevidst var blevet forvrænget. Oversættelsen af traktaten fra russisk til farsi blev også forfalsket. Parterne mødtes i sommeren 1823, men kunne ikke finde et kompromis og genoptagne forhandlinger i november samme år var også resultatløse.
Fra 1824 krævede den iranske shah våben og ammunition fra Storbritannien med henblik på en krig mod Rusland. Shahen lagde pres på briterne og dannede en ny regering bestående af personer, der var loyale over for Rusland, og gjorde det dermed klart, at hvis England ikke opfyldte sine forpligtelser i henhold til Teheran-traktaten, så ville Iran rykke tættere på Rusland. Samtidig eskalerede Persien spændingerne ved grænsen ved at fremsætte et nyt territorialt krav til Rusland - at overføre den strategisk vigtige region Sjuragel til Iran. Den første forsendelse af våben og ammunition blev leveret af briterne til Teheran i sommeren 1824, men våbenstøtten var ikke tilstrækkelig til en storskala krig mod Rusland. Den sovjetiske historiker A. L. Narochnitsky bemærkede: "England ophidsede Iran til krig, men ydede ikke reel støtte til qajarerne." På trods af dette begyndte Abbas Mirza at øge antallet af tropper i Jerevan- og Nakhitjevan-khanaterne, Tabriz, Ardabil og Khoy.
I begyndelsen af 1825 rykkede russiske tropper ind på den nordlige bred af Sevansøen efter ordre fra Georgiens guvernør Aleksej Petrovitj Jermolov. Den russiske hær fortsatte sin fremmarch og indtog også Balagh-lu. Iranerne anså områderne som en del af det persiske rige og forstod, at russerne fra de okkuperede områder kunne iværksætte et angreb på Jerevan. Jermolov anerkendte, at det var iransk territorium, men forsvarede sin fremrykning med, at iranerne opretholdt sin tilstedeværelse i en stor del af Karabakh. Russerne etablerede også et mindre fort på grænsen ved Jerevan, hvilket Qajarernes kronprins, Abbas Mirza, protesterede imod. I sommeren 1825 blev fortet angrebet af iranske styrker og indtaget under kommando af den iranske guvernør over Jerevan-khanatet. 
I 1825 blev forhandlingerne mellem Qajarerne og Rusland genoptaget. Fra russisk side deltog stabschefen for det separate kaukasiske korps A. A. Velyaminov og fra iransk side deltog  Fath Ali Khan. Den 28. marts (9. april) 1825 blev Tiflis-traktaten underskrevet, hvorved der blev udvekslet følgende territorier: overdragelse af den nordlige kyst af Sevansøen til den russiske side og overdragelse af området omkring byen Kapan til den persiske side. Senere var Abbas Mirza ikke tilfreds med disse betingelser, da han også krævede Shuragel-regionen, og han ratificerede ikke traktaten. Herefter ændrede Feth Ali Shah igen regeringens sammensætning, og denne gang gjorde han den åbent pro-britisk.
I 1826 nåede nyheden om Aleksander 1.'s pludselige død og den deraf følgende Dekabristopstand og den anspændte internationale  situation frem til Qajar-hoffet. Ved Fath-Ali Shahs hof var dannet to modstridende fraktioner i spørgsmålet om håndteringen af forholdet til Rusland. Den ene fraktion ønskede en fredsslutning med Rusland, den anden var for krig. Fraktionen, der ønskede en diplomatisk afslutning af konflikten bestod bl.a. udenrigsministeren, paladschefen, hoffets oversætter og shahens diplomatiske udsending. Fraktionen, der ønskede krig, bestod bl.a. af flere fremtrædende islamiske gejstlige og flere khaner, der var  blevet fordrevet som følge af Gulistantraktatens bestemmelser, eller som var flygtet til Iran efter traktatenes indgåelse. Krigsfraktionens vurdering af den indenrigspolitiske situation i Rusland efter tronskiftet, og den militære situation efter Jermolovs nederlag i forsvaret af fortet ved Jerevan, var mere optimistisk end realistisk. Fredsfraktionen blev udmanøvreret, og den endelige beslutning blev at iværksætte en egentlig krig mod Rusland.
A. P. Jermolov advarede kejser Nikolaj 1., som havde besteget tronen, om, at Persien åbent forberedte sig på krig, og at det var nødvendigt at styrke det separate kaukasiske korps. Kejseren, også i lyset af den eskalerende konflikt med Det Osmanniske Rige, mente, at det var nødvendigt "at opretholde den fred, der var indgået med Persien på grundlag af Gulistan-traktaten, indtil denne magt selv krænker den", og overvejede - ligesom sin forgænger -  også muligheden for at afstå den sydlige del af Talysh-khanatet.

## Krigen
Den 8. juli 1826 indtog russerne byen Bash Aparan i den nordlige del af Jerevan-khanatet, dybt inde på iransk territorium. Denne begivenhed anses af flere som begyndelsen på krigen.
Iran gik til modangreb mod den russiske indtrængen. Irans indtræden i krigen i sommeren 1826 var i begyndelsen succesfuld. Den russiske hær under Jermolov var involveret i krigshandlinger i Tjetjenien og kunne ikke imødegå den persiske fremrykning. Dertil kom, at områdets muslimske befolkning flere steder gjorde oprør mod de russiske besættere. De russiske styrker blev følgelig fordrevet fra flere positioner, eller måtte trække sig tilbage.
Den 25. og 26. juli 1826 kom det til de første direkte konfrontationer mellem den iranske og den russiske hær, da de stod overfor hinanden i Talisj, og i slutningen af måneden måtte russerne trække sig ud af Pambak og Sjuregol i det nordlige Jerevan. Samtidig angreb iranerne andre steder i de nordlige dele af Jerevan-khanatet, og russerne måtte trække sig tilbage til Tiflis (Tbilisi). I begyndelsen af august havde iranerne generobret Bash Aparan, og i midten af august var Lankaran og Salijan erobret af iranske styrker. De iranske styrker var de russiske numerisk overlegne, og det lykkedes iranerne at tage hundredevis af russiske krigsfanger.
Iranerne belejrede Sjusja den 6. august. Den russiske kommandant i byen afvæbnede byen muslimske indbyggere og iværksatte et effektivt forsvar af byen ved hjælp af de lokale armeniere. Den iranske kronprins og hærfører Abbas Mirza undlod at storme den befæstede by og forberedte sig i stedet på en langvarig belejring. Han beordrede i stedet Amir Khan til med sin ældste mindreårige søn, Mohammad Mirza, at etablere en base i Gandja. Iranerne kunne ikke med deres artilleri gennembryde forsvarsværkerne i Sjusja, og den russiske kommandant opretholdt forsvaret af byen og forsøgte at forhandle med Abbas Mirza for at købe sig tid, indtil russiske forstærkninger kom frem.
Fra Gandja skrev Amir Khan et brev til Abbas Mirza, hvori han bad om flere kanoner og flere regimenter for at kunne tage kampen op mod de russiske forstærkninger, der var på vej under ledelse af generalløjtnant Valerian Madatov. Abbas Mirza afviste anmodningen og henviste Amir Khan til at benytte de våben, der var erobret fra de russiske hær og vente indtil Abbas Mirza havde afsluttet belejringen af Sjusja. Da Amir Khan fik efterretninger om Madatovs fremrykkende hær med 10.000 kosakker, 12 infanteribataljoner og 12 kanoner, samlede han en styrke på 5.000 kavalerister, som han ledte mod Sjamkir, hvor de to styrker mødte hinanden den 16. september 1826 ved Slaget ved Sjamkir. Den persiske hær blev besejret, og Amir Khan blev dræbt under slaget. Efter slaget fortsatte Madatov sin fremrykning og indtog den 17. september Gandja, der overgav sig uden kamp, efter at de persiske styrker havde trykket sig tilbage til Sjusja.
Den 22. september 1826 ankom russiske forstærkninger til Kaukasus under ledelse af general Ivan Paskevitj, der den 29. september overtog kommandoen over de russiske styrker fra Jermolov. Paskevitj var kosak fra Ukraine og havde udmærket sig under Napoleonskrigene og under den foregående krig mod osmannerne. Samtidig marcherede Abbas Mirza mod Ganja med 30.000 mand for at konfrontere den russiske styrke. Han efterlod sig en lille styrke i Sjusja til at opretholde belejringen af byen. 
De to hære udkæmpede den 13.-17. oktober Slaget ved Gandja. Som det var praksis, placerede Abbas Mirza sine tre sønner ved fronten ved hver deres hærenhed, som de havde kommandoen over. Mohammad Mirza havde kommandoen over sin enhed og de to øvrige mindreårige sønner havde kommandoen med bistand fra hver deres vejleder. Under slaget gav Abbas Mirza imidlertid ordre til, at de to mindreårige sønner med deres vejledere forlod fronten af sikkerhedshensyn. Som følge heraf kollapsede det centrale frontafsnit, hvorefter den iranske hær led nederlag. Slaget ved Gandja var det afgørende slag under krigen, og herefter var den iranske hær i defensiven.
Fra januar 1827 gennemførte Madatov en række angreb syd for floden Araks. Vagharsjapat overgav sig i april, og i juli blev de to fæstninger i Abbasabad og i Ordubad belejret af russerne. Abbas Mirza forsøgte at komme de to fæstninger til undsætning, men blev den 7. juli besejret af Paskevitjs hær, og begge fæstninger overgav sig. I september 1827 overgav den stærkt befæstede Jerevan sig efter et intenst bombardement, og kort efter faldt over fæstningen i Sardarabad. Flere højtstående persiske hærførere og medlemmer af shahens familie blev taget som krigsfanger og ført til Tiflis.
Den dengang største og rigeste persiske by Tabriz overgav sig uden kamp den 24. oktober 1827 på trods af, at byen rådede over en hær på 20.000 mand. En persisk gejstlig overlod byen til Paskevitj. Efter russerne senere trak sig tilbage fra Tabriz, blev den gejstlige henrettet i overværelse af Fath-Ali Shah og Abbas Mirza. Den 25. januar 1828 indtog og plyndrede russerne Ardabil.

## Efterspil
Nederlagene for den iranske hær tvang Qajar-Iran til den 2. februar 1828 at indgå en fredaftale ved Turkmentjajtraktaten. Ved traktaten overdrog iranerne khanaterne Jerevan og Nakhitjevan til Rusland, tillige med en række andre indrømmelser og betydelige krigsskadeerstatninger. Den iranske provins Aserbajdsjan og Abbas Mirza personligt betalte størstedelen af krigsskadeerstatningerne; en mindre del betaltes af Storbritannien, men shahen betalte ikke erstatninger. Traktaten gav også Rusland indflydelse i Iran, da Rusland skulle godkende shahens efterfølger, og derved indflydelse over Irans kommende regent.
Qajar-Iran undgik endnu hårdere fredsvilkår, herunder er fuldstændigt tab af Aserbajdsjan og/eller at blive en vasal undergivet Rusland, bl.a. grundet britisk støtte under fredsforhandlingerne og grundet Ruslands ønske om at opnå en hurtig fredsslutning for at kunne forberede sig på en ny krig med osmannerne, der var under opsejling. Irans nederlag i krigen betød, at Iran/Persien ikke længere af Rusland og af Europa blev anset som en ligeværdig part.
Rusland etablerede i 1829 en ambassade i Teheran med henblik på at sikre overholdelse af fredstraktatens bestemmelser. Ambassaden blev ledet af den russiske forfatter og poet Aleksandr Gribojedov. Som en af sine første handlinger forlangte Gribojedov, at de georgiske konkubiner, der blev holdt i Qajar-hoffets harem skulle løslades og overgives til russisk beskyttelse. Gribojedov henviste i den forbindelse til fredstraktatens bestemmelser om frigivelse af krigsfanger og fik hentet konkubinerne til ambassaden. Det russiske ønske, der stred med iransk lov og shia-islamisk praksis, vakte stor modstand ved hoffet, der bad den lokale islamisk gejstlige Mirza Masih Tehrani om hjælp. Han opildnede den muslimske befolkning til at konfrontere den russiske ambassade og føre de georgiske konkunbiner tilbage til deres ejere. Under de følgende tumulter blev tre demonstranter dræbt under kampe med russiske vagter. Mirza Masih Tehrani udstedte derefter en fatwa, hvilket ledte til, at lokalbefolkningen atter angreb ambassaden, hvor de dræbte Gribojedov og alle øvrige på ambassaden, bortset fra en enkelt person, der reddede sig væk I alt 69 russere blev dræbt. Da kronprins Abbas Mirza hørte om hændelsen, erklærede han landesorg, og Fath-Ali Shah sendte han et diplomatisk korps til Sankt Petersborg for officielt at beklage hændelsen.